# Conflict (film 1936)
Conflict è un film del 1936 diretto da David Howard.
È un film drammatico statunitense con John Wayne, Jean Rogers e Ward Bond. È basato sul romanzo del 1913 Il bruto delle caverne (The Abysmal Brute) di Jack London (a cui si era già ispirato Abysmal Brute del 1923).

## Produzione
Il film, diretto da David Howard su una sceneggiatura di Charles Logue e Walter Weems con il soggetto di Jack London (autore del romanzo), fu prodotto da Trem Carr e Paul Malvern (associato) per la Universal Pictures e girato nella Tuolumne County e a Sonora, in California.

## Distribuzione
Il film fu distribuito negli Stati Uniti dal 29 novembre 1936 al cinema dalla Universal Pictures. Un titolo pre-distribuzione fu The Showdown.
Alcune delle uscite internazionali sono state:
- nel Regno Unito il 19 luglio 1937
- in Danimarca il 6 giugno 1938
- in Brasile (Conflitos)
- in Grecia (O pat nika ton Carrigan)
- in Spagna (Retorno al abismo)

## Promozione
La tagline è: "JACK LONDON'S Famous Story "The Abysmal Brute" Brought To The Screen".